# Calixte Dakpogan
Calixte Dakpogan est un artiste et sculpteur béninois né en 1958.

## Biographie
Avec son frère Théodore Dakpogan et son cousin Simonet Biokou, également sculpteurs, il est le descendant d'une famille de forgerons royaux originaires de Porto-Novo. La carrière artistique des frères Dakpogan commence en 1990, où, cédant aux sollicitations de Romuald Hazoumè, ils réalisent leurs premières pièces pour le Palais Honmé, de Porto-Novo, transformé en musée pour l'occasion. En 1992, le gouvernement du Bénin leur commande une centaine d'œuvres devant être exposées au First International Festival of Vodun Arts and cultures de Ouidah. Ils sont ensuite régulièrement invités lors de grandes manifestations artistiques centrées sur l'exposition de l'art contemporain africain. Après avoir longtemps œuvré ensemble, les frères Dakpogan mènent désormais des carrières artistiques séparées.
Inspiré par la statuaire Fon, le vaudou, mais aussi par sa rencontre avec Romuald Hazoumé, Calixte compose des sculptures  et des masques anthropomorphes ou zoomorphes à partir de matériaux de récupération en métal (principalement d'automobiles) ou en plastique, qu'il soude ou assemble, à quoi peuvent s'ajouter, à partir des années 2000, de petits objets de consommation et des pacotilles usagés. En France, Calixte Dakpogan est soutenu par André Magnin, conservateur de la CAAC,,.

## Expositions principales
- 2011 - Reconfiguring an African Icon, Metropolitan Museum of Art, New York
- 2011 - Art Paris, Just Art !, Galeries nationales du Grand Palais, Paris
- 2007 - Terre Noire, Ousmane Sow et les tendances de la sculpture africaine aujourd'hui, Musée Maurice Denis, Saint-Germain-en-Laye
- 2007 - 100% Africa, Guggenheim Bilbao
- 2005 - African Art Now : Masterpiece from the Jean Pigozzi collection, Museum of Fine Arts, Houston
- 2000 - Partage d'Exotismes, 5e Biennale d'art contemporain de Lyon
- 1997- Lumière noire: art contemporain, Centre d'art de l'Yonne
- 1995 - Biennale de Johannesburg
- 1994 - Rencontres 	africaines, Institut du monde arabe, Paris
- 1994 - Otro pais: escalvas africanas, Centro Atlántico de Arte Moderno, Las Palmas de Gran Canaria
- 1993 - First Festival International of Vodun Arts and Cultures, Ouidah
- 1992 - Biennale de Dakar
- 1990 - Palais Honmé, Porto-Novo